# Roman Koudelka
Roman Koudelka (Turnov, 9. srpnja 1989.) jest češki skijaški skakač.

## Karijera
Prvi nastup u Svjetskom kupu imao je u Kuusamu 24. studenog 2006. Osvojio je 31. mjesto. Sezonu 2006./2007. je završio na 39. mjestu s 87 bodova. Sljedeće sezone završio je na 17. mjestu s 411 bodova. U sezoni 2008./09. zauzima 16. mjesto s 403 boda, a 2009./10. 63. mjesto s 20 bodova. Najveći uspjeh na svjetskim prvenstvima ostvario je na domaćem terenu u Liberecu 2009. kada je zauzeo 5. mjesto.
Na Zimskim olimpijskim igrama 2010. završio je na 7. mjestu na velikoj i 12. mjestu na maloj skakaonici. Njegov najduži skok iznosi 226,5 m, a ostvario ga je u Vikersundu 2012.

## Vanjske poveznice
- Roman Koudelka  Arhivirana inačica izvorne stranice od 4. prosinca 2014. (Wayback Machine) na FIS-u